# 42354 Kindleberger
42354 Kindleberger è un asteroide della fascia principale. Scoperto nel 2002, presenta un'orbita caratterizzata da un semiasse maggiore pari a 2,6879562 UA e da un'eccentricità di 0,0533108, inclinata di 15,89726° rispetto all'eclittica.